# شهرستان ایماداته، فوکوئی
شهرستان ایماداته (انگلیسی: Imadate District, Fukui) یکی از شهرستان‌های ژاپن است که در استان فوکوئی در ژاپن واقع شده‌است. در سال ۲۰۰۵ جمعیت این شهرستان ۳٬۴۰۵ نفر و تراکم جمعیت ۱۷٫۴۹ در کیلومتر مربع بوده‌است. مساحت کل این شهرستان ۱۹۴٫۷۲ کیلومتر مربع است.